# Catarina de Vendôme
Catarina de Vendôme (em francês:  Catherine; c. 1350/54 — 1 de abril de 1412)   foi suo jure condessa de Vendôme e Castres, e condessa consorte de La Marche por casamento com João I de Bourbon.

## Família
Catarina era a filha mais nova de João VI, conde de Vendôme e Castres, e de Joana de Ponthieu, suo jure Senhora de Épernon. Seus avós paternos eram Buchardo VI de Vendôme e Alice da Bretanha, que era filha de Artur II, Duque da Bretanha e de Iolanda de Dreux. Sua bisavó, Iolanda, antes de ser esposa de Artur, foi a rainha da Escócia como esposa de Alexandre III.
Seus avós maternos eram João II de Ponthieu, conde de Aumale e Catarina de Artois.
Catarina tinha apenas um irmão mais velho, Buchardo VII, conde de Vendôme e Castres. Ele teve uma filha com Isabel de Bourbon, filha de Jaime I de Bourbon, chamada Joana, herdeira do pai, que morreu em 1372. Portanto, Catarina herdou os títulos de sua sobrinha.

## Biografia

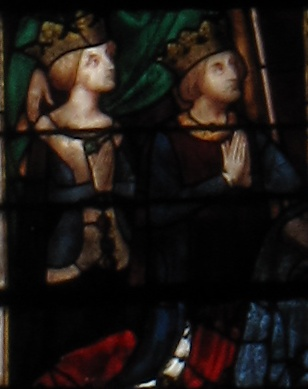
Catarina e João I em vitral da Capela de Vendôme, na Catedral de Chartres.

Em Paris, em 28 de setembro de 1364, ela casou-se com o conde João I de Bourbon, filho de Jaime I de Bourbon, conde de La Marche e de Joana de Châtillon. João era irmão de Isabel, segunda esposa de Burchardo VII, irmão de Catarina.
Ela governou o condado junto ao marido, e depois de ficar viúva em 11 de junho de 1393, passou a governar com seu filho, Luís, até 1403.
Catarina morreu em 1 de abril de 1412, e foi enterrada na Igreja de São Jorge, em Vendôme, no mesmo local de enterro do marido. 

## Descendência
O casal teve sete filhos:
- Jaime II de Bourbon (1370 - 24 de setembro de 1438), foi conde de La Marche e de Castres, e príncipe de Taranto. Sua primeira esposa foi Beatriz de Navarra, com quem teve três filhas, e depois foi marido de Joana II de Nápoles, rainha soberana de Nápoles;
- Ana de Bourbon (1380 - setembro de 1408), seu primeiro marido foi João de Valois, conde de Montpensier, de quem foi a segunda esposa. Após sua morte, casou-se com Luís VII de Baviera, irmão de Isabel da Baviera, Rainha de França, com quem teve dois filhos;
- Luís de Bourbon (1376 - 21 de dezembro de 1446), foi conde de Vêndome. Sua primeira esposa foi Branca de Roucy, mas não teve filhos com ela. Depois casou-se com Joana de Laval, com quem teve filhos;
- João de Bourbon (m. 29 de abril de 1358), senhor de Carency. Foi casado com Catarina de Artois, e depois com sua amante, Joana de Vendômois,com quem teve oito filhos;
- Isabel de Bourbon, foi uma freira em Poissy;
- Maria de Bourbon (1384/86 - após 11 de setembro de 1463), foi senhora de Bréhencourt. Foi sequestrada pelo seu futuro marido, João de Baynes, senhor de Croix. Após suceder a mãe como senhora de Curvalle, foi aprisionada pelo irmão Jaime, em Albigeois;
- Carlota de Bourbon (1388 - 15 de janeiro de 1422), foi rainha consorte de Chipre, e rainha titular da Armênia e Jerusalém como a segunda esposa de Januário de Chipre. Entre seus filhos, estavam o rei João II de Chipre, e Ana de Lusignan, mãe de Carlota de Saboia, rainha consorte de França.